# Джуда Ґарсія
Джуда Ґарсія (англ. Judah García, нар. 24 жовтня 2000, Сан-Фернандо) — тринідадський футболіст, півзахисник грецького клубу АЕК.
Виступав, зокрема, за клуби «Пойнт-Фортін Сівік» та НЕРОКА, а також національну збірну Тринідаду і Тобаго.

## Клубна кар'єра
У дорослому футболі дебютував 2017 року виступами за команду «Пойнт-Фортін Сівік», у якій провів один сезон. 
Своєю грою за цю команду привернув увагу представників тренерського штабу клубу «Депортіво Пойнт-Фортін», до складу якого приєднався на умовах оренди 2019 року.
У 2019 році повернувся до клубу «Пойнт-Фортін Сівік». Цього разу провів у складі його команди один сезон. 
З 2020 року один сезон захищав кольори клубу НЕРОКА. 
До складу клубу АЕК приєднався 2021 року.

## Виступи за збірні
У 2018 році залучався до складу молодіжної збірної Тринідаду і Тобаго. На молодіжному рівні зіграв у 5 офіційних матчах, забив 1 гол.
У 2018 році дебютував в офіційних матчах у складі національної збірної Тринідаду і Тобаго.
| Дата       | Місто           | Господарі                | Результат | Гості             | Турнір            | Голи | Примітки |
| ---------- | --------------- | ------------------------ | --------- | ----------------- | ----------------- | ---- | -------- |
| 9-11-2018  | Кува            | Тринідад і Тобаго        | 0 – 1     | Панама            | товариський матч  | -    | 81'      |
| 13-11-2019 | Тойота          | Японія                   | 0 – 0     | Тринідад і Тобаго | товариський матч  | -    | 86'      |
| 24-3-2019  | Джорджтаун      | Сент-Вінсент і Гренадини | 1 – 0     | Тринідад і Тобаго | товариський матч  | -    | 55'      |
| 27-3-2019  | Толука-де-Лердо | Мексика                  | 2 – 0     | Тринідад і Тобаго | товариський матч  | -    | 75'      |
| 26-3-2021  | Сан-Кристобаль  | Тринідад і Тобаго        | 3 – 0     | Гаяна             | Відбір до ЧС 2022 | -    | 45+1'    |
| Усього     |                 | Матчів                   | 6         |                   | Голів             | 0    |          |